# Вулиця Бліх у Кракові
Вулиця Бліх (раніше: Бліхова) — вулиця в Кракові в районі II Гжегужкі на Веселій.
Пролягає вздовж естакади (з її східного боку) залізничної колії № 91 і сполучає вулицю Коперніка з вул. Гжегужецькою.
Назва вулиці походить від слова «бліх», також бліх — місце, де білили полотно ; у Кракові це були луки, що простягалися над річками Віслою та Прондніком. Це був один із рукавів Прондніка, що впадав у Стару Віслу біля сьогоднішньої вулиці Бліх.
Перша згадка про Бліх відноситься до 1452 року, коли міські радники купили тут у двох міщан сад і ставок, а в 1458 році Казимир IV Ягеллончик дав їм привілей на користування водою.
З 1836 р. відома як «вулиця Бліхова»; сучасна назва використовується з 1913 року.

## Пам'ятки
- вул. Бліх, 6, 7, 8 і 9 — комплекс кам'яниць, збудованих у 1908—1909 рр. за проєктом Станіслава Уєйського, це були будинки для чиновників Державної залізниці.